# レダックス
株式会社レダックス（Ledax Co.,Ltd.）は、「カーチス」（CARCHS）の名称で中古自動車の買取、販売事業を営む企業グループの持株会社。旧社名は株式会社カーチスホールディングス。
自動車買取においては、中核子会社である株式会社カーチスが8年連続お客様満足度No.1を受賞している。

## 概説
1987年12月、東京都葛飾区に株式会社エイジーエイとして設立。その後、株式会社オートガーデンアソシエーション、株式会社ジャック、ジャック・ホールディングス株式会社と商号を変更した後、2005年9月にライブドアが51%の株式を取得。これにより同社の傘下となり、2006年元日に株式会社ライブドアオートへ商号を変更。しかし、その2週間後にライブドア事件が表面化した。
2006年8月1日、ライブドア色を一新すべく、商号を株式会社カーチスに、店舗名を新ブランド「カーチス」に移行させた。その後、2006年12月から株式会社ソリッドアコースティックス（SA社）による株式公開買い付け（TOB）が行われ、ライブドアがTOBに応じて保有株式（発行済株式数の51%）を売却したため、2007年1月10日付で名実ともにライブドアグループから離脱し、ソリッドアコースティックス（SA社）傘下となり、2007年4月1日に商号を株式会社ソリッドグループホールディングス（SGHD社）へ変更した。
2007年12月に、事業者金融業のSFCGの親会社（当時）である株式会社ケン・エンタープライズ（KEP社）がTOBを実施。SGHD社（取締役会）やその従業員97%が反対を表明する敵対的買収となったが、約48%のSGHD株式を取得していたリーマン・ブラザーズ証券が応じたため、KEP社は29億7000万円で48.48%の株式を取得し、SGHD買収に成功。2008年8月1日、株式会社カーチスに商号を変更した。
2008年12月1日、純粋持株会社制に移行するため、株式会社カーチスホールディングスに商号変更。事業は、同時に行われる会社分割により新設された子会社（新）株式会社カーチスが承継した。その後、筆頭株主はSFCGグループ、日本振興銀行、レスポワール投資事業有限責任組合を経て、現在はレダグループホールディングスとなり、経営は安定化している。平成27年4月22日に復配の実施を発表した。
2016年1月、本社を台東区蔵前から千代田区紀尾井町に移転した。2024年9月1日付で株式会社レダックスに商号変更。

## グループ会社
- 株式会社カーチスホールディングス - 持株会社（2008年12月1日に株式会社カーチスから商号変更）
  - 株式会社カーチス - 中古車買取・販売業（2008年12月1日に会社分割で新規設立）
  - 株式会社タカトク - 自動車部品・用品の仕入
  - 株式会社アガスタ - 中古車輸出業。元はウェブクルーの子会社。株式譲受と第三者割当増資引受けで子会社化。かつては東証マザーズに上場。証券コード3330

## 沿革
- 1987年（昭和62年）12月 - 渡邉登が株式会社エイジーエイを設立。
- 1988年（昭和63年）7月 - 株式会社オートガーデンアソシエーションに商号変更。
- 1993年（平成5年）12月 - 株式会社ジャックに商号変更。
- 1999年（平成11年）
  - 2月 - 店頭市場にて株式公開。
  - 11月 - 東証2部へ上場。
- 2000年（平成12年）9月 - ジャック・ホールディングス株式会社に商号変更。
- 2005年（平成17年）9月15日 - 株式会社ライブドアに対する第三者割当増資及び新株予約権の割当を行い、同社が親会社（51%保有）となる。
- 2006年（平成18年）
  - 1月1日 - 株式会社ライブドアオートに商号変更。
  - 8月1日 - 株式会社カーチスに商号変更。
- 2007年（平成19年）
  - 1月10日 - 株式会社ソリッドアコースティックスが行っていたTOBにより、51%の株を買い付けたことを発表。これにより、親会社がライブドアから異動することになる[9]。
  - 4月1日 - 株式会社ソリッドグループホールディングスに商号変更。
  - 10月31日 - ケン・エンタープライズ（KEP社、SFCGの親会社）から公開買付けを受ける（取締役会は反対を表明、敵対的買収）。
  - 12月12日 - KEP社の公開買付が成立、新たな親会社となる（上場会社に対するTOBによる敵対的買収としては国内初の成功事例）。
- 2008年（平成20年）
  - 8月1日 - 株式会社カーチスに商号変更。
  - 12月1日 - 会社分割を実施。カーチス事業を（新）株式会社カーチスへ承継して純粋持株会社に移行し、株式会社カーチスホールディングスに商号変更。
- 2009年（平成21年）
  - 2月25日 - SFCGの負う債務の担保として設定されていたMAGねっとホールディングス保有株式に対する担保権が実行され、日本振興銀行が親会社（50.05%）となる。
  - 12月16日 - 冨田圭潤が代表取締役社長に就任。
- 2010年（平成22年）
  - 1月22日 - 日本振興銀行が持株すべてを処分し、レスポワール投資事業有限責任組合が筆頭株主（19.85%）となる。
  - 2月23日 - 委員会設置会社に移行。
- 2012年（平成24年）
  - 9月25日 - 美容・健康関連事業を営む株式会社レダの創業者である加畑雅之が同年7月に設立したKABホールディングス合同会社が、レスポワール投資事業有限責任組合の保有する全株式を取得。同合同会社が筆頭株主（24.05%）となる。同年11月には加畑が取締役会長に就任。
- 2015年（平成27年）12月1日 - KABホールディングス（旧・株式会社レダ（初代））がKABホールディングス合同会社を吸収合併し、同社が筆頭株主となる[10]。
- 2018年（平成30年）8月1日 - 筆頭株主のKABホールディングス株式会社が株式会社レダグループホールディングスに商号変更[11]。
- 2023年（令和5年）6月14日 - 筆頭株主のレダグループホールディングスが株式公開買付けを行い、第2位株主の合同会社TCTS09などから株式を取得し親会社となる[12]。
- 2024年（令和6年）9月1日 - 株式会社レダックスに商号変更[13]。

## 広告

### 過去
ジャック時代
- 白人の男女が「ジャック」「カートレット」と呼び合うテレビコマーシャルを放映していた。

ライブドアオート時代
- 2005年12月26日より約15日間、堀江貴文が出演し、くるくる回転しながら「開店、開店、開店、開店、ライブドアオート」と言う、テレビコマーシャルを放映していたが、一連のライブドアの事件後は放映されなくなった。このテレビコマーシャルは2種類あった。

カーチス第1弾
- 社名変更翌日の2006年8月2日に、自社のイメージキャラクターとして伊藤英明（俳優）を起用することを発表。その5日後には、テレビコマーシャルの撮影が終わったことを発表。
- コマーシャルは、2006年8月18日から2007年2月28日まで放映していた。カーチスの公式ホームページでは、放映開始の1日前（8月17日）からコマーシャル映像を公開していた。伊藤が出演しているコマーシャルの種類は、2種類ある。

カーチス第2弾
- ソリッドアコースティクスの傘下になって直後の2007年3月2日に、カーチスのイメージキャラクターとして、ソリッドグループ所属の泉谷しげるを起用することを発表。
- コマーシャルは、2007年3月2日の発表直後から同年11月末まで放映していた。泉谷が出演しているコマーシャルの種類は、2種類ある。

カーチス第3弾
- 2007年12月28日、カーチスのイメージキャラクターとして、ボクシング世界チャンピオンの内藤大助選手を起用することを発表。この撮影は、カーチス千葉店で行われた。
- 「カーチスでないとう」と軽妙な語り口が評判になっている。

カーチス第4弾
- リン・ユーチュンが出演し、関西弁の歌詞のCMソングを歌唱するCMを、2014年1月17日よりTVで、3月1日よりラジオで放送中。